# La voce del Signore
La voce del Signore (El día que me quieras) è una telenovela del 1994, co-produzione argentina e messicana curata da Televisa.
La sigla di testa era El dia que me quieras cantata da Luis Miguel, mentre nella versione italiana venne utilizzata inizialmente Qualcosa qualcuno di Umberto Tozzi e successivamente Di canzone in canzone di Amedeo Minghi.

## Trama
Buenos Aires, 1969: la ricca ereditiera Arianna De Ripa (Angelita Ledesma, nella versione originale) dà alla luce nella notte una bambina, frutto della relazione con uno degli operai dell'azienda di famiglia. Tuttavia la nonna di Arianna, la crudele signora Fernanda, per tutelare il buon nome della famiglia De Ripa strappa la bimba dalle braccia della nipote e la consegna ad uno dei suoi più fidati collaboratori, Francesco Aldana, con l'ordine di gettarla nel fiume.
Francesco, non riuscendo a sbarazzarsi della neonata, decide di crescerla come figlia sua e lascia l'Argentina per trasferirsi in Messico. Intanto, la signora Fernanda decide di rinchiudere la nipote Arianna in manicomio, facendola passare per pazza in quanto sostiene di aver partorito una bambina che non c'è; inoltre, convince la sorella di Arianna, Valeria, a sposare Riccardo Mendoza e le affida il compito di partorire l'erede della dinastia De Ripa.
1994: Angela (Soledad, nell'originale) è una bella ragazza cieca, che vive in Messico col padre Francesco. Quest'ultimo subisce un attacco di cuore e, in punto di morte, confessa alla ragazza che in realtà ha una famiglia in Argentina e la spinge a recarsi sul posto per conoscere le sue vere origini.
Giunta a Buenos Aires, Angela viene accolta dalle zie Romilda e Virginia. Quest'ultima ha un figlio di nome Luca, che lavora come camionista per le società della famiglia De Ripa. Romilda invece lavora da decenni come domestica nella famiglia De Ripa ed era presente durante il parto di Arianna venticinque anni prima. Luca è innamorato di Cristina Mendoza, figlia di Valeria e Riccardo, che è stata adottata perché Valeria non riusciva ad avere figli biologici. La giovane e viziata Cristina è l'erede prediletta della bisnonna Fernanda, che punta tutto su di lei e l'ha promessa in sposa al rampollo Guglielmo. Il matrimonio tra Valeria e Riccardo non ha mai funzionato e l'uomo è costantemente infedele alla moglie, che è gelosissima; la segretaria di Riccardo, Simona, è la principale amante dell'uomo all'insaputa di Valeria e inoltre trama alle spalle della famiglia De Ripa per guadagnare da continui furti ai beni aziendali.
Per farsi accettare da Cristina e dalla sua famiglia, Luca decide di migliorare i suoi modi rudi e di approfondire la sua cultura e il suo vestiario; quando diventa improvvisamente ricco, riesce a sposare Cristina ma il matrimonio non si rivela per nulla felice. In questo frangente, Luca si scopre attratto da Angela e da qui si dipana una storia d'amore piena di ostacoli, che porterà alla fine la giovane e riacquistare la vista, sposare l'amato ed ereditare le ricchezze della famiglia da cui era stata allontanata.

## Episodi
La serie è composta da 195 episodi di 60 minuti ognuno. È stata trasmessa in Italia in prima tv nel 1996 su Telemontecarlo.
Pur contando su due protagonisti molto popolari, in quanto replicava la coppia di Milagros, la telenovela non ebbe molto successo in Argentina. In Italia venne trasmessa in prima serata da TMC per le prime due puntate, poi spostata al mattino e infine cancellata dopo poche settimane.